# Moczydło (jezioro w gminie Sieraków)
Moczydło – jezioro morenowe w woj. wielkopolskim, w powiecie międzychodzkim, w gminie Sieraków, leżące na terenie Kotliny Gorzowskiej, w obrębie wsi Góra, około 300 m na południe od zabudowań wsi Kłosowice.

## Dane morfometryczne
Powierzchnia zwierciadła wody według różnych źródeł wynosi od 5,0 ha do 6,0 ha.
Zwierciadło wody położone jest na wysokości 38,3 m n.p.m. Średnia głębokość jeziora wynosi 1,0 m, natomiast głębokość maksymalna 3,0 m.